# سنگ‌نگاره اشکفت سلمان

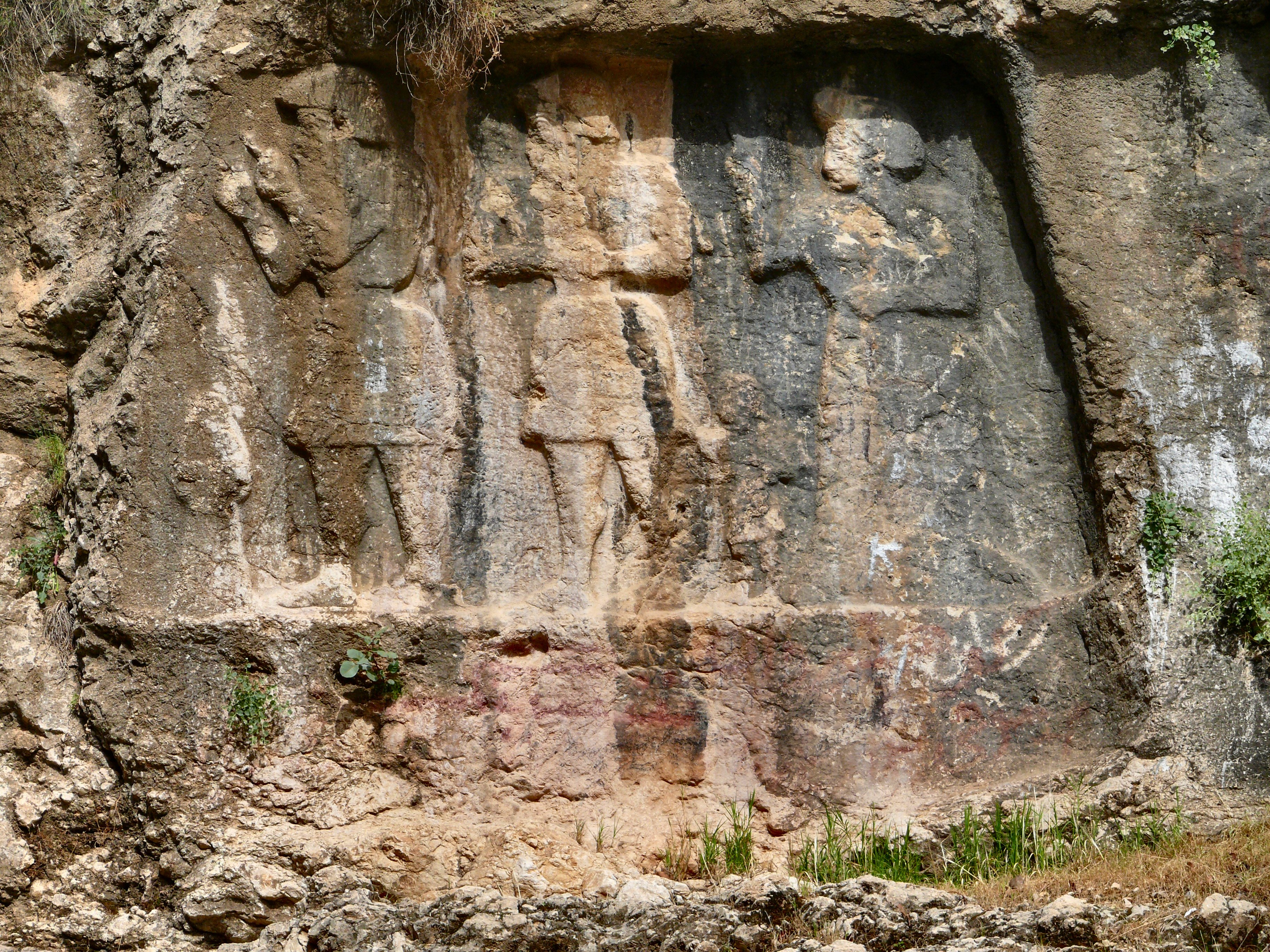
نخستین سنگ‌نگاره

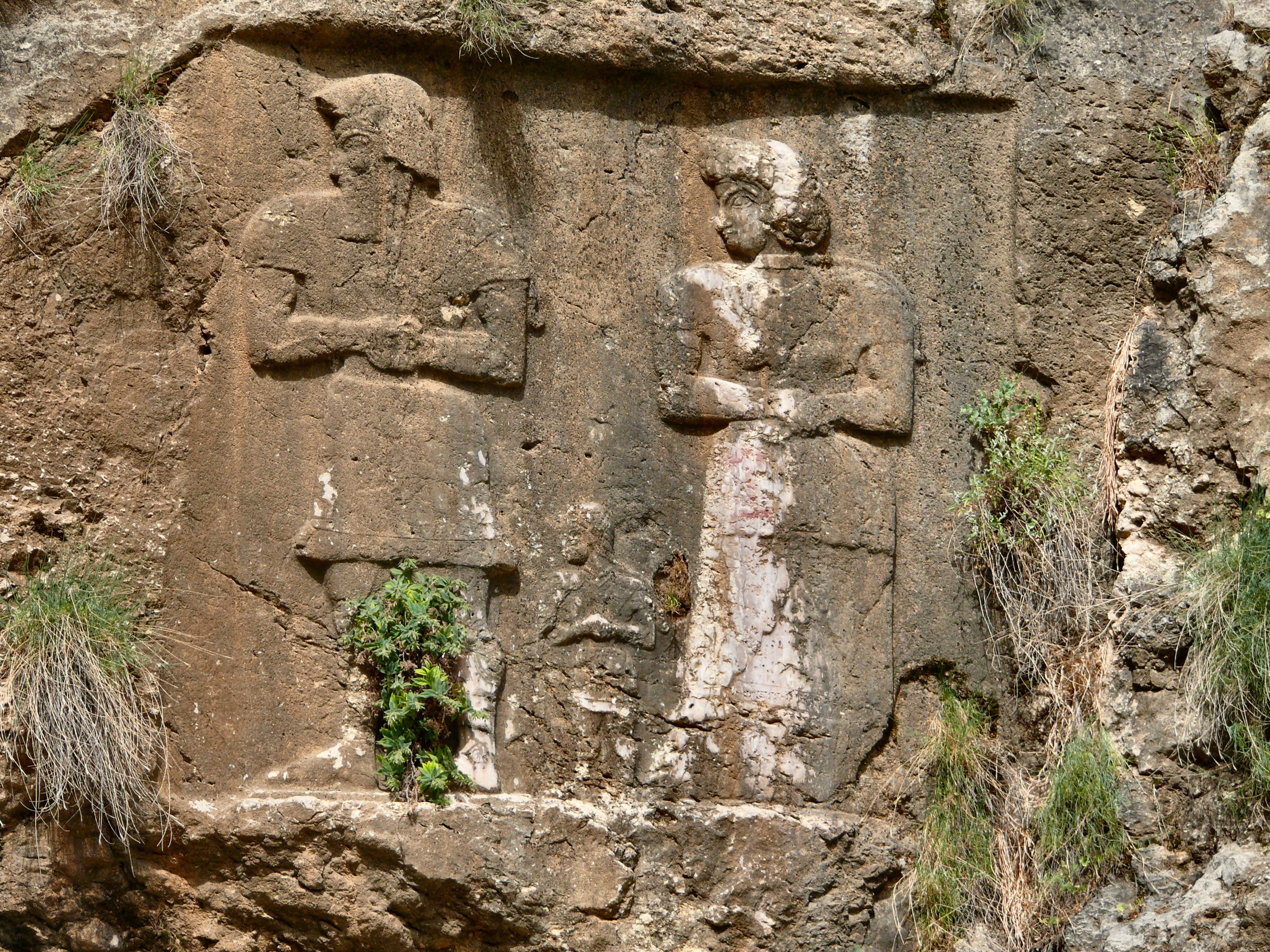
دومین سنگ‌نگاره

اشکفت سلمان (نیایشگاه تاریشا) بزرگترین خط نوشته میخی ایلام نو را در خود جای داده‌است. اشکفت سلمان در جنوب ایذه واقع شده و شامل چهار نقش برجسته متعلق به دوره ایلامیان و بقایای یک ساختمان متعلق به اتابکان است. این محل پرستشگاه تریشا یکی از خدایان ایلامی بوده‌است. در این منطقه علاوه بر وجود سنگ نوشته ها، شامل غار و چشمه ای معدنی از دل کوه میباشد که در اشکفت سلمان چهار نقش برجسته وجود دارد که دو تای آن داخل غار و دو تای دیگر در خارج از غار وجود دارد.
بزرگ‌ترین نوشته خط میخی از دوره عیلامی در این غار وجود دارد که از زمان شاهک عیلامی، شاه بومی آیاپیر یا آیاتم، وجود دارد و هم‌چنین برای نخستین بار حضور مصور زن دوشادوش مرد در نقش برجسته‌های این غار دیده شده است.

## نقش‌برجسته‌ها

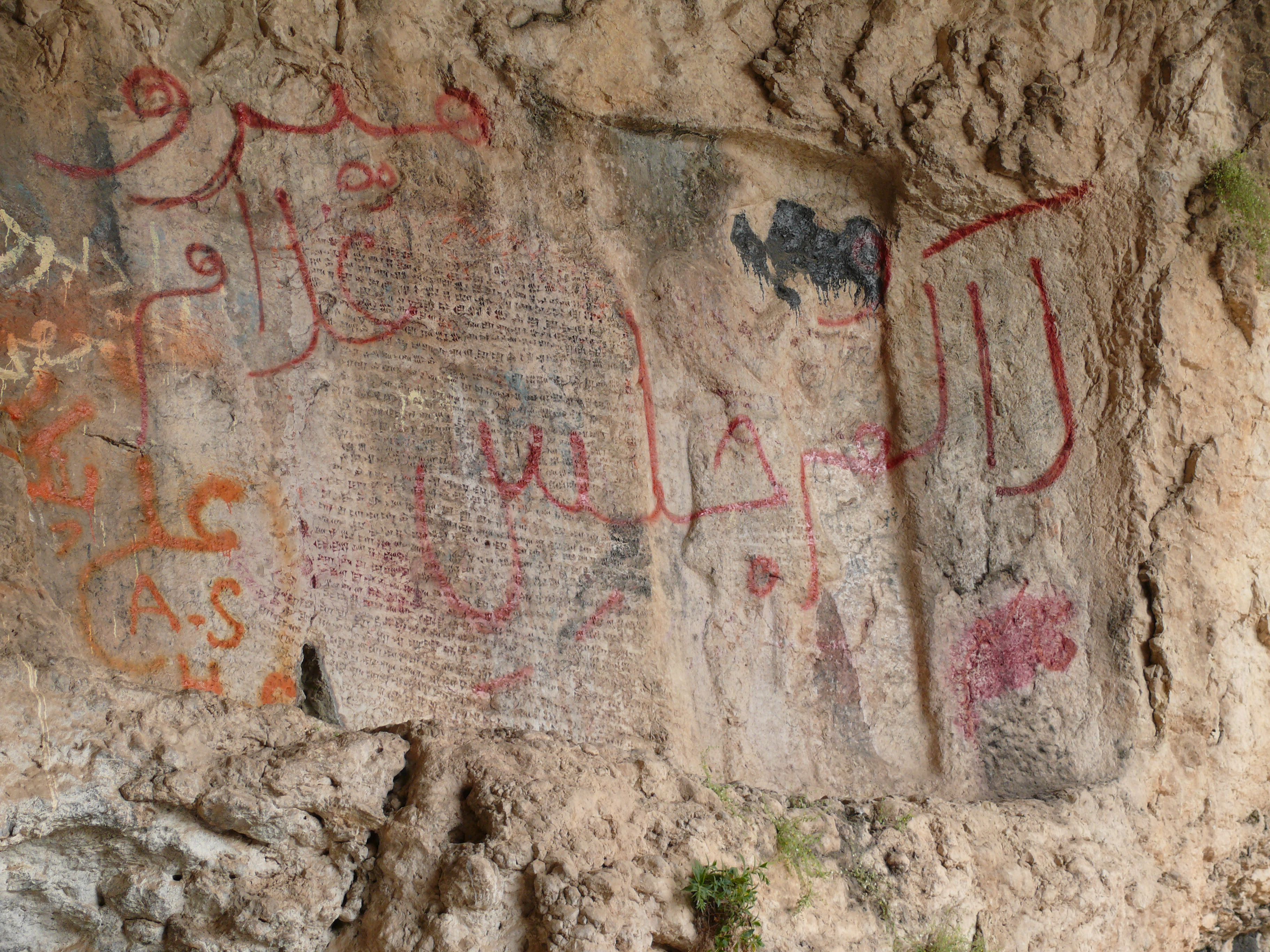
سومین سنگ‌نگاره که بدلیل وندالیسم آسیب دیده است

### نخستین
مراسم نیایش هانی پادشاه محلی آیاپیر، به همراه شوترورو وزیرش و زن و فرزندش را نشان می‌دهد. این نقش برجسته دارای کتیبهای به خط میخی عیلامی می‌باشد.

### دومین
مراسم نیایش خانوادگی هانی بدون حضور وزیرش را به نمایش گذاشته که این نقش برجسته نیز دارای کتیبه می‌باشد.

### سومین
اشکفت سلمان در ارتفاع ۳ متری از سطح زمین حجاری شده که هانی به تنهایی در حال انجام مراسم نیایش می‌باشد و در پشت سر او در ۲۶ سطر کتیبهای به خط میخی عیلامی وجود دارد که هانی دربارهٔ خود و کارهایی که در سرزمین آیاپیر انجام داده‌است، توضیح می‌دهد.

### چهارمین
شخصیت مهم عیلامی در حال انجام مراسم می‌باشد که بدلیل اینکه کتیبه آن ترجمه نشده‌است، هویت آن مشخص نیست.

## آسیب
نم بسیار و رشد درخت‌ها و درختچه‌ها و جلبک و کپک نقش‌برجسته‌های ایلامی «اشکف سلمان» شهر ایذه را بوضوح تهدید می‌کند. برای نمونه، در دومین نقش برجسته، از چهارنقش‌برجستهٔ بزرگ این گسترهٔ تاریخی، درست زیر پای «هانی» پادشاه بزرگ ایلامی، درختچه‌ای سبز شده و رو به رشد است.
در برخی از مواقع سال جریان آبی از بالای سنگ‌نگاره روی آن جاریست که باعث تغییر رنگ سنگ نگاره در محل پای «هانی» و همسر او شده است. (احتمالا بدلیل اسیدی یا قلیایی بودن آب) در صورت استمرار این شرایط نامساعد خطر متلاشی شدن سنگ نگاره بدلیل فرسایش و فروپاشی از درون بسیار بالاست. حداقل کار برای نگهداشت این میراث ارزشمند و بی نظیر چند هزارساله می توانست اقداماتی مانند: هدایت آب جاری با روش‌ کانال کشی، خشک کردن جلبک‌هاو پاک کردن کپک ها و جوهر های نوشتارها ی افراد ضد اجتماعی و نصب موانع برای پیشگیری از آسیب های بیشتر باشد. 

## نگارخانه

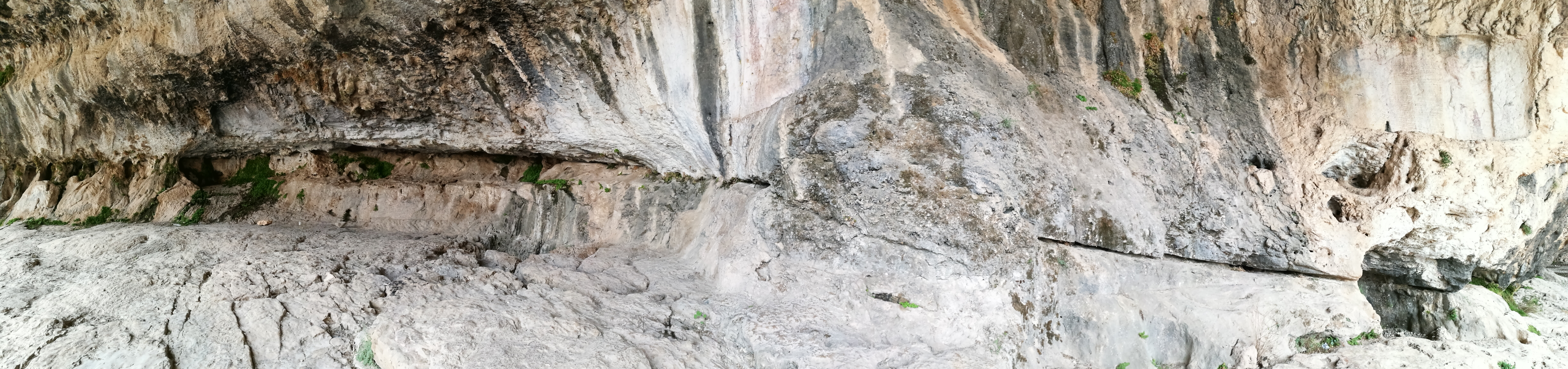
نگاره سراسرنما از محوطه اشکفت
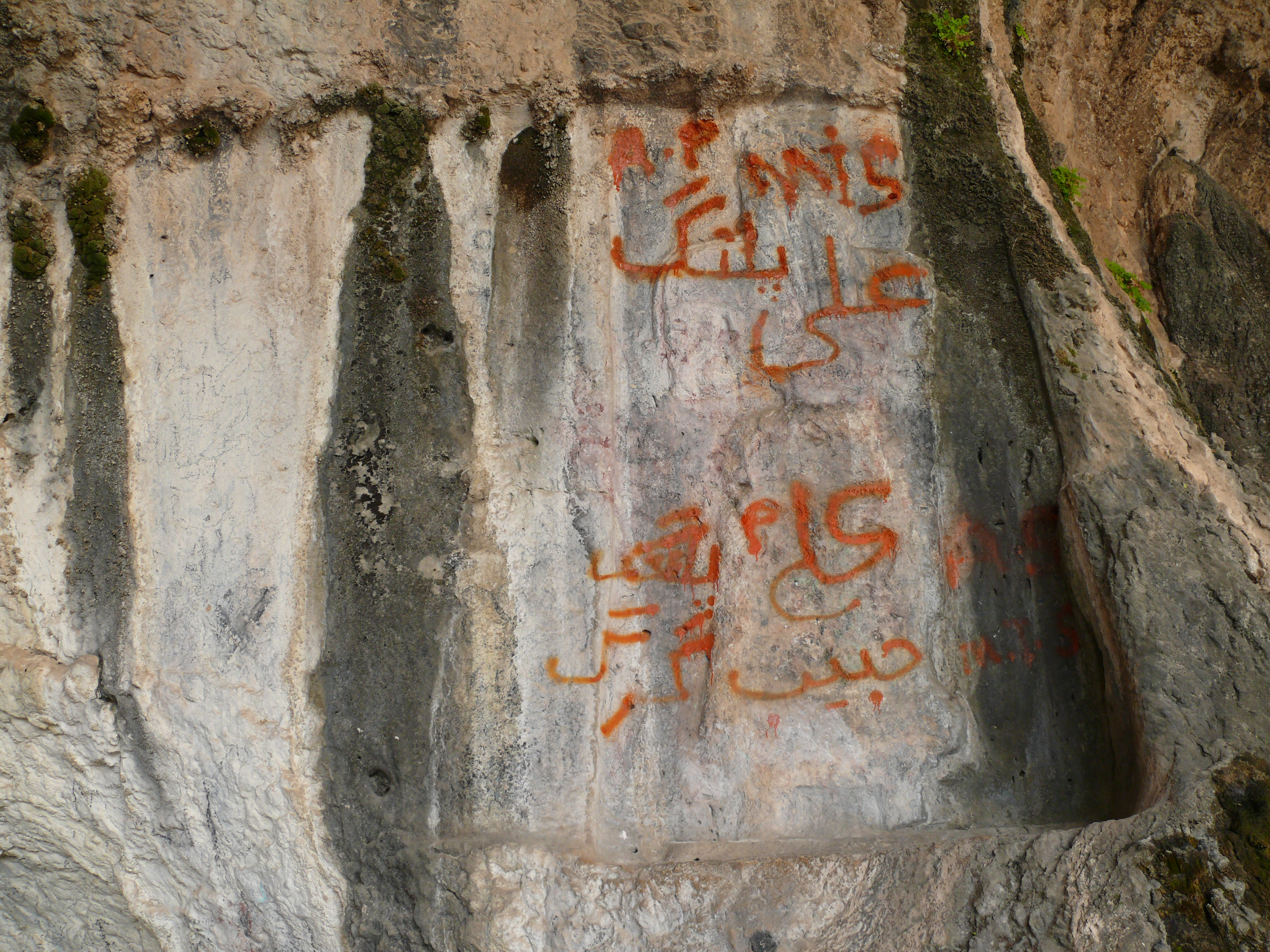
چهارمین نقش برجسته که بدلیل وندالیسم آسیب دیده است
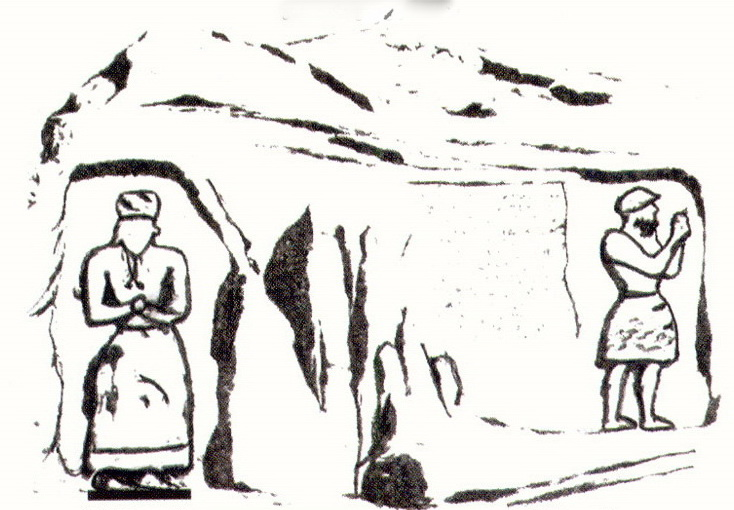
طراحی نقش برجسته
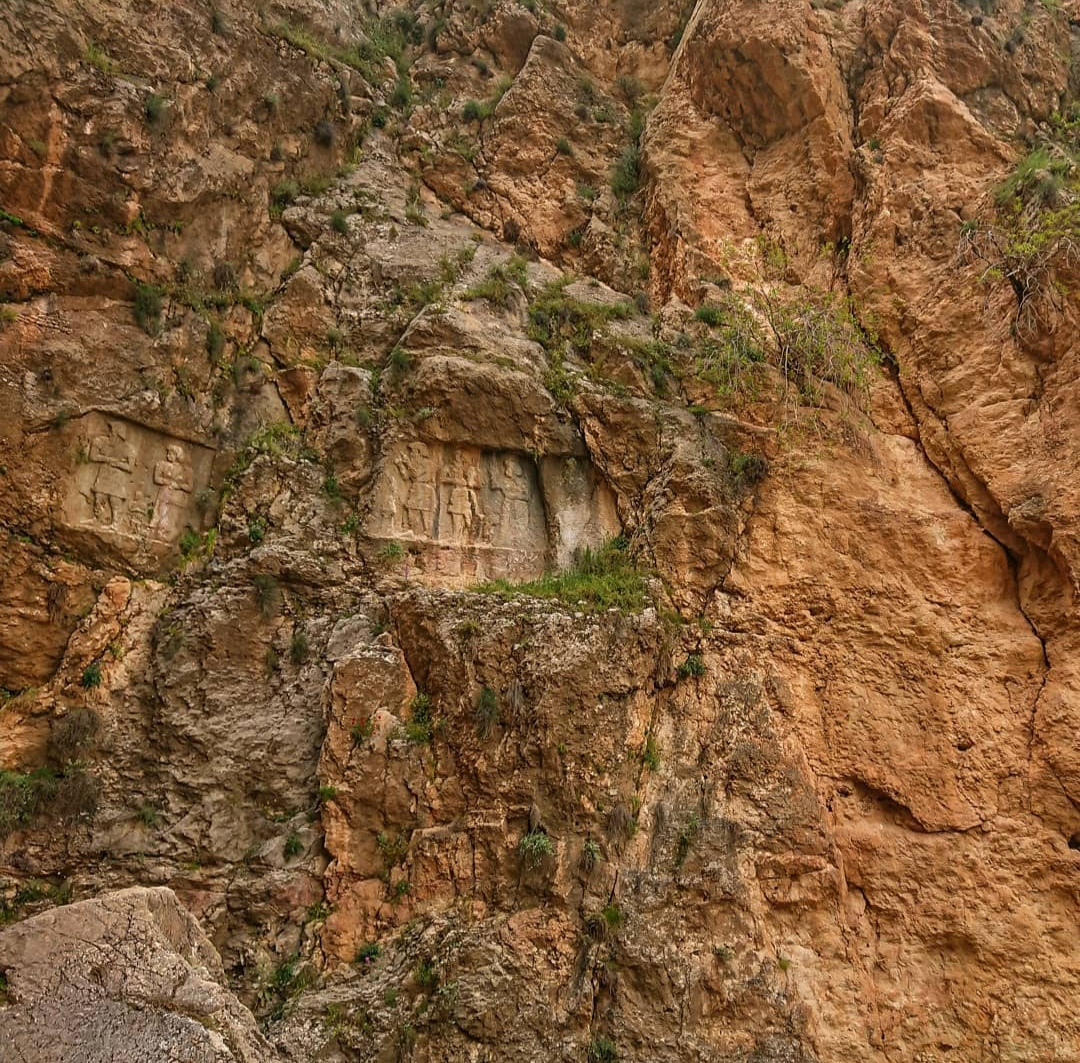
عکسی از اشکفت سلمان.